# Парнелл (тауншип, округ Траверс, Миннесота)
Парнелл (англ. Parnell) — тауншип в округе Траверс, Миннесота, США. На 2000 год его население составило 62 человека.

## География
По данным Бюро переписи населения США площадь тауншипа составляет 94,4 км², из которых 94,3 км² занимает суша, а 0,1 км² — вода (0,08 %).

## Демография
По данным переписи населения 2000 года здесь находились 62 человека, 29 домохозяйств и 16 семей.  На территории тауншипа расположено 32 постройки со средней плотностью 0,3 построек на один квадратный километр. Расовый состав населения: 96,77 % белых, 1,61 % афроамериканцев и 1,61 % приходится на две или более других рас.
Из 29 домохозяйств в 20,7 % воспитывались дети до 18 лет, в 51,7 % проживали супружеские пары, в 3,4 % проживали незамужние женщины и в 44,8 % домохозяйств проживали несемейные люди. 44,8 % домохозяйств состояли из одного человека, при том 13,8 % из — одиноких пожилых людей старше 65 лет. Средний размер домохозяйства — 2,14, а семьи — 3,06 человека.
27,4 % населения — младше 18 лет, 4,8 % — в возрасте от 18 до 24 лет, 24,2 % — от 25 до 44, 22,6 % — от 45 до 64, и 21,0 % — старше 65 лет. Средний возраст — 41 год. На каждые 100 женщин приходилось 129,6 мужчин. На каждые 100 женщин старше 18 приходилось 164,7 мужчин.
Средний годовой доход домохозяйства составлял 30 000 долларов и средний доход семьи был 33 438 долларов. Средний доход мужчин —  31 250  долларов, в то время как у женщин — 23 750. Доход на душу населения составил 10 887 долларов. За чертой бедности находились 17,6 % семей и 29,4 % всего населения тауншипа, из которых 42,1 % младше 18 и 10,5 % старше 65 лет.